# كأس نيجيريا
كأس نيجيريا (بالإنجليزية: Nigerian FA Cup) ، هي بطولة كرة قدم رسمية في نيجيريا ، أسست عام 1945م.

## وصلات خارجية
- RSSSF competition history
- Nigerian Football Online نسخة محفوظة 28 ديسمبر 2009 على موقع واي باك مشين.
- Super Eagles Nation